# Need Your Loving Tonight
«Need Your Loving Tonight» (укр. «Мені потрібна твоя любов сьогодні вночі») — пісня британського рок-гурту «Queen», написана бас-гітаристом Джоном Діконом. Композиція була четвертим треком альбому «The Game» 1980 року і другою піснею Дікона в альбомі (інша — «Another One Bites the Dust»). На пісню вплинула музика гурту «The Beatles», навіть назву пісні взято з їх композиції «Eight Days a Week», де є слова "Ooo I need your love". Пісня вийшла як сингл з піснею «Rock It (Prime Jive)» на стороні «Б» в Аргентині, Канаді, Японії, США і Новій Зеландії.

## Оцінки
Пісня була випущена як сингл в листопаді 1980 року, досягнувши максимальної 44 позиції у чарті США. Критик «AllMusic» Стівен Томас Ерлвайн відзначив, що «Queen» у пісні звучали як гурт «Boston». Критик «Ultimate Classic Rock» Едуардо Рівадавіа назвав цю пісню "інфекційним павер-попом". Критик «Rolling Stone» Стів Понд назвав «Need Your Loving Tonight» найкращою рок-н-рольною композицію в альбомі «The Game», але вважаючи, що вона "тримається за свої мляві силові акорди".

## Живе виконання
Пісня виконувалася лише в рамках «The Game Tour» на початку 1980-х років, при цьому охопивши тільки частину туру. Також під час живих виступів пісні Браян Мей та Роджер Тейлор співали бек-вокал, а Фредді Мерк'юрі грав на фортепіано під час гітарного соло Браяна (обидва з яких були відсутні в студійній версії).

## Музиканти
- Фредді Мерк'юрі – головний вокал, бек-вокал;
- Браян Мей – електрогітара, бек-вокал;
- Роджер Тейлор – ударні, бек-вокал;
- Джон Дікон – бас-гітара, акустична гітара.